# 귀신들
"귀신들"은 2025년에 개봉한 대한민국의 영화이다.

## 캐스팅

### 주연
- 이요원 : AI 맘 역
- 찬희 : 범수 역

### 조연
- 정경호 : 위기찬 / AI위기찬 역
- 백수장 : 그 역
- 오희준 : 강남규 B 역
- 이주실 : 노파 역
- 조재윤 : 사냥꾼 역
- 김강현 : 영매 역

## 참고 사항
- 크레딧이 올라갈 때 이주실에 대한 추모 문구가 나온다.